# Nemzeti Bajnokság I 2014-2015
La Nemzeti Bajnokság I 2014-2015 (chiamata ufficialmente OTP Bank Liga per motivi di sponsorizzazione) è stata la 114ª edizione del massimo campionato di calcio ungherese. La stagione è iniziata il 25 luglio 2014 e si è conclusa il 31 maggio 2015.

## Novità
Al termine della stagione 2013-2014, sono retrocessi Mezőkövesd-Zsóry e Kaposvár. Al loro posto sono stati promossi Dunaújváros PASE e Nyíregyháza.

## Regolamento
Le 16 squadre partecipanti si sfidano in un girone di andata e ritorno per un totale di 30 giornate.
La squadra campione d'Ungheria si qualifica per il secondo turno di qualificazione della UEFA Champions League 2015-2016.

Le squadre classificate al secondo e terzo posto si qualificano per il primo turno di qualificazione della UEFA Europa League 2015-2016.

Le ultime due classificate retrocedono direttamente in Nemzeti Bajnokság II.

## Classifica
|                     | Pos. | Squadra          | Pt | G  | V  | N  | P  | GF | GS | DR  |
| ------------------- | ---- | ---------------- | -- | -- | -- | -- | -- | -- | -- | --- |
| Ungheria (bandiera) | 1.   | Videoton         | 71 | 30 | 22 | 5  | 3  | 64 | 14 | +50 |
|                     | 2.   | Ferencváros      | 64 | 30 | 19 | 7  | 4  | 49 | 19 | +30 |
|                     | 3.   | MTK Budapest     | 57 | 30 | 18 | 3  | 9  | 39 | 25 | +14 |
| [ 1 ]               | 4.   | Debrecen         | 54 | 30 | 15 | 9  | 6  | 44 | 19 | +25 |
|                     | 5.   | Paks             | 51 | 30 | 14 | 9  | 7  | 44 | 27 | +17 |
|                     | 6.   | Újpest           | 51 | 30 | 14 | 9  | 7  | 40 | 28 | +12 |
|                     | 7.   | Diósgyőr         | 48 | 30 | 13 | 9  | 8  | 43 | 36 | +7  |
|                     | 8.   | Győri ETO        | 38 | 30 | 10 | 8  | 12 | 41 | 44 | -3  |
|                     | 9.   | Kecskemét        | 38 | 30 | 10 | 8  | 12 | 30 | 39 | -9  |
|                     | 10.  | Puskás Akadémia  | 35 | 30 | 10 | 5  | 15 | 35 | 40 | -5  |
|                     | 11.  | Pécs             | 31 | 30 | 8  | 7  | 15 | 32 | 51 | -19 |
|                     | 12.  | Nyíregyháza      | 30 | 30 | 8  | 6  | 16 | 33 | 49 | -16 |
|                     | 13.  | Honvéd           | 28 | 30 | 6  | 10 | 14 | 26 | 36 | -10 |
|                     | 14.  | Haladás          | 25 | 30 | 7  | 4  | 19 | 26 | 53 | -27 |
|                     | 15.  | Dunaújváros PASE | 22 | 30 | 5  | 8  | 17 | 26 | 49 | -23 |
|                     | 16.  | Lombard Pápa     | 19 | 30 | 4  | 7  | 19 | 14 | 57 | -43 |

Legenda:

      Campione d'Ungheria e ammessa alla UEFA Champions League 2015-2016

      Ammesse alla UEFA Europa League 2015-2016

      Retrocesse in Nemzeti Bajnokság II 2015-2016

## Classifica marcatori
| Gol |  |  | Giocatore       | Squadra         |
| --- |  |  | --------------- | --------------- |
| 21  |  |  | Nemanja Nikolić | Videoton        |
| 15  |  |  | Patrik Tischler | Puskás Akadémia |
| 13  |  |  | Dániel Böde     | Ferencváros     |
| 11  |  |  | Tamás Priskin   | Győri ETO       |
| 10  |  |  | Norbert Könyves | Paks            |
| 9   |  |  | Bebeto          | Kecskemét       |
| 9   |  |  | László Lencse   | Puskás Akadémia |